# Volvo V90
La Volvo V90 è un modello di auto familiare di medie dimensioni, prodotto dalla casa automobilistica svedese Volvo. È stata presentata al salone di Ginevra a marzo 2016 e lanciata sul mercato a settembre dello stesso anno, seguita da una versione ibrida, venduta a partire da maggio 2017.

## Il contesto
Il nome V90 negli anni 1990-1998 era già stato utilizzato nella nomenclatura Volvo per la Serie 900. L'auto è stata costruita sulla base SPA (Scalable Product Architecture), che è stato utilizzato per creare la seconda generazione del modello XC90. L'auto è stata progettata da Thomas Ingenlath. 
A settembre 2016 è stata presentata la versione Cross Country, caratterizzata da: trazione integrale standard, specchietti laterali più grandi, protezioni in plastica sui passaruota e sui paraurti anteriore e posteriore, uno speciale motivo dei cerchi in lega e sospensioni rialzate che la rendono più alta da terra di 42 mm (195 mm) rispetto alla V90 standard (153 mm). 

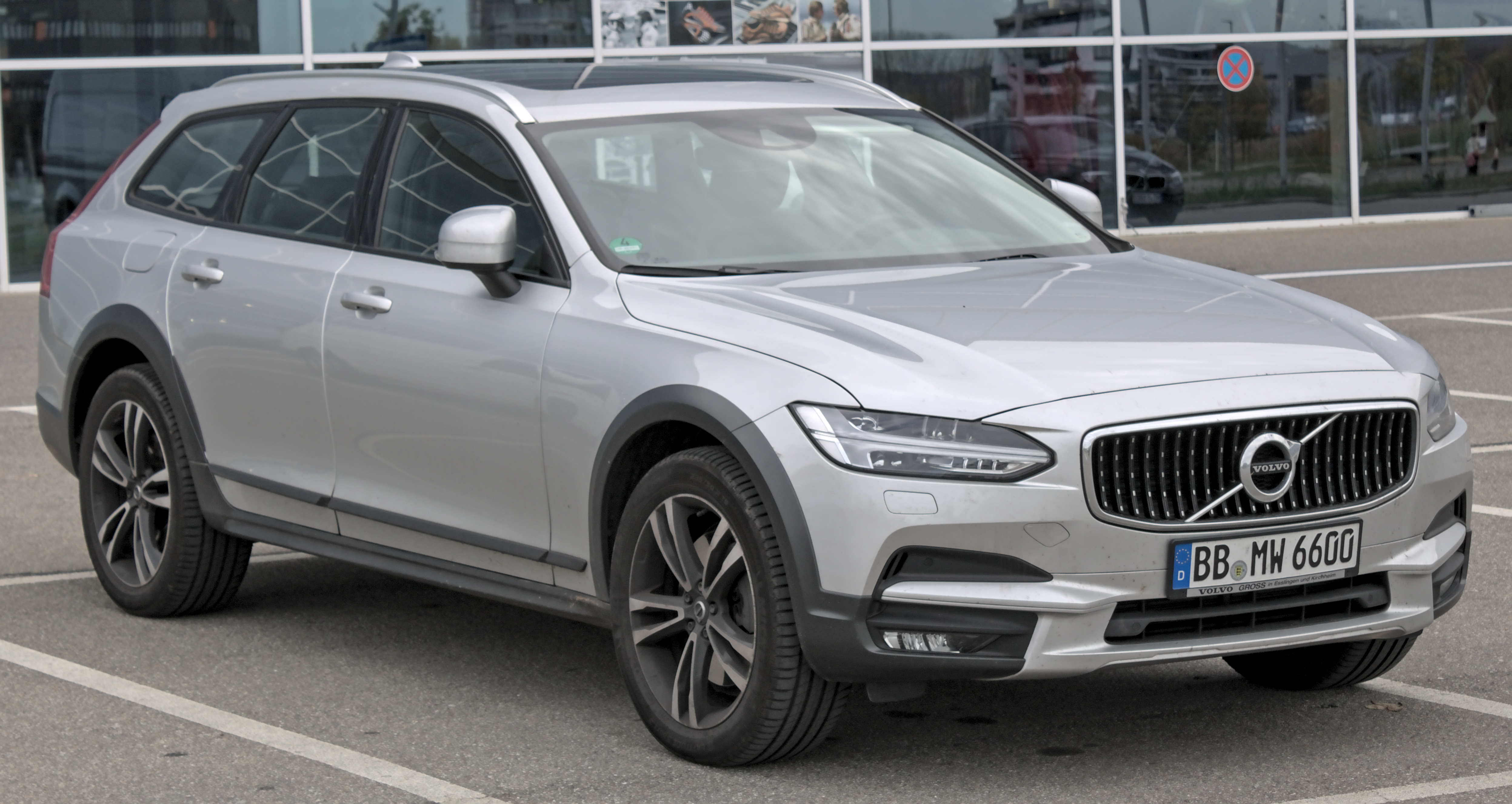
V90 Cross Country

## Stile
Un elemento caratteristico del veicolo è un frontale simile a quello utilizzato nel modello XC90 di seconda generazione. Come il prototipo, il veicolo ha ricevuto le luci di marcia diurna realizzate in tecnologia LED a forma di lettera "T", che si riferisce al martello di Thor. La linea del tetto del veicolo è bassa e l'auto ha un aspetto sottile e lungo. Le luci posteriori sono state incorporate nel cofano del bagagliaio e hanno ricevuto una forma a "C", che richiamano la forma delle lampade utilizzate nel prototipo del modello Concept Estate. I cerchi sono di grandi dimensioni (da 17 a 21 pollici).
L'elemento centrale dell'interno è il tablet da 9 pollici posizionato al centro che ha sostituito i pulsanti e gli interruttori standard.

## Allestimenti
Gli allestimenti disponibili sono: Kinetic, Momentum, Inscription e R-Design.
L'equipaggiamento di serie dell'allestimento Kinetic include 7 airbag, assistenza alla frenata, il sistema ABS e EBD, cruise control, lane assist, ESP, SIPS, WHIPS, sistema di allarme per una distanza troppo breve dal veicolo che precede, sistema di supporto allo sterzo a velocità superiori a 130 km/h, sistema di allarme in caso di distrazione da parte del guidatore, sistema di riconoscimento dei segnali stradali (TSR), pretensionatori delle cinture di sicurezza, sensore pioggia, chiusura centralizzata, funzioni freno di stazionamento elettronico, alzacristalli elettrici, riscaldamento specchietti, sistema audio a 6 diffusori da 80W dotato di un display 6,5 pollici, AUX USB e Bluetooth, climatizzatore elettronico a 2 zone, volante multifunzione, computer di bordo, cerchi in lega da 17 pollici.
La versione Momentum è dotata di rivestimento in pelle, luci di circolazione stradali e diurne realizzate con tecnologia a LED, cerchi in lega 18 pollici, sensori di retromarcia, sistema di ricircolo, retrovisori esterni ripiegabili elettricamente e 4 posizioni diverse per i sedili anteriori regolabili elettricamente. La versione inscription è stata dotata del sedile del conducente regolabile, regolazione della modalità di guida e fendinebbia. La versione R-Design può anche essere equipaggiata con sedili e sospensioni sportive.
A seconda della versione, l'auto può essere equipaggiata opzionalmente del sistema BLIS, Sistema Cross Traffic Alert, abbagliante a LED con tecnologia di controllo dell'intensità del flusso del faro e luce di svolta automatico, lavafari, keyless, sospensioni pneumatiche, assistente di parcheggio, assistente di parcheggio in retromarcia, massaggio sul sedile, sedili riscaldabili anteriori e posteriori, parabrezza riscaldato, volante riscaldabile, apertura elettrica del portellone, display HUD, sistema audio Bowers & Wilkins da 19 altoparlanti, navigatore satellitare, sintonizzatore DAB, radio digitale, TV satellitare, il tetto panoramico, Volvo On Call, Wi-Fi, e cerchi in lega 19 o 20 pollici.

## Motorizzazioni
La V90 è disponibile solo con motori benzina e diesel a 4 cilindri da 2,0 litri della famiglia VEA (DRIVe). Il motore a benzina più potente è dotato sia di turbocompressore che di compressore volumetrico, così come la variante ibrida plug-in chiamata T8. Il motore diesel D5 è dotato della nuova tecnologa Volvo PowerPulse  progettata per eliminare il turbo lag, nonché di un nuovo sistema di iniezione diesel i-Art.
La versione ibrida è dotata di un set di batterie che possono essere ricaricate utilizzando una presa domestica. Il motore a combustione è responsabile per la guida delle ruote anteriori, mentre il motore elettrico fornisce potenza all'asse posteriore. La versione ibrida offre la possibilità di viaggiare in modalità solo elettrica per circa 49 km. Il veicolo accelera da 0 a 100 km/h in 6 secondi. Nelle versioni AWD è stato utilizzato il sistema Haldex di 5ª generazione.

## Evoluzione

### V90 Cross Country Ocean Race
Versione speciale della V90 Cross Country, è stata annunciata il 30 ottobre 2017 per celebrare la Volvo Ocean Race 2017-18. L'auto presenta dettagli di color arancione sul paraurti anteriore e posteriore, finiture interne in fibra di carbonio con cuciture e cinture di sicurezza in arancione. 

### Restyling 2020
Nel febbraio 2020, la vettura ha subìto un leggero restyling  aggiornato, caratterizzata da nuovi fanali  posteriori a LED, fascioni dei paraurti e finiture sulla carrozzeria cromate. Vengono introdotte nuove motorizzazioni mild hybrid.

## Riepilogo versioni
| Modello   | Codice motore | Anni  | Cilindrata (cm³) | Architettura motore                                                | Potenza a giri/min | Coppia a giri/min      |
| --------- | ------------- | ----- | ---------------- | ------------------------------------------------------------------ | ------------------ | ---------------------- |
| T4        | B4204T44      | 2017- | 1969             | 4 cilindri in linea con turbocompressore                           | 190 CV a 5000      | 350 Nm tra 1400 e 4000 |
| T5 T5 AWD | B4204T20      | 2016- | 1969             | 4 cilindri in linea con turbocompressore                           | 249 CV a 5500      | 350 Nm tra 1500 e 4500 |
| T5 T5 AWD | B4204T23      | 2016- | 1969             | 4 cilindri in linea con turbocompressore                           | 254 CV a 5500      | 350 Nm tra 1500 e 4800 |
| T6 AWD    | B4204T27      | 2016  | 1969             | 4 cilindri in linea con turbocompressore e compressore volumetrico | 320 CV a 5700      | 400 Nm tra 2200 e 5400 |

| Modello   | Codice motore | Anni  | Cilindrata (cm³) | Architettura motore                          | Potenza a giri/min | Coppia a giri/min      |
| --------- | ------------- | ----- | ---------------- | -------------------------------------------- | ------------------ | ---------------------- |
| D3        | D4204T9       | 2016- | 1969             | 4 cilindri in linea con turbocompressore     | 150 CV a 3750      | 320 Nm tra 1750 e 3000 |
| D3 AWD    | D4204T4       | 2016- | 1969             | 4 cilindri in linea con turbocompressore     | 150 CV a 4250      | 350 Nm tra 1500 e 2500 |
| D4 D4 AWD | D4204T14      | 2016- | 1969             | 4 cilindri in linea con due turbocompressori | 190 CV a 4250      | 400 Nm tra 1750 e 2500 |
| D5 AWD    | D4204T23      | 2016- | 1969             | 4 cilindri in linea con due turbocompressori | 235 CV a 4000      | 480 Nm tra 1750 e 2500 |

| Modello | Codice motore | Anni  | Cilindrata (cm³) | Architettura motore                                                                                      | Potenza a giri/min              | Coppia a giri/min                         |
| ------- | ------------- | ----- | ---------------- | --- | ------------------------------- | ----------------------------------------- |
| T8 AWD  | B4204T28      | 2017- | 1969             | 4 cilindri in linea con turbocompressore e compressore volumetrico + motore elettrico su asse posteriore | 318 CV a 6000 + 87 CV elettrici | 400 Nm tra 2200 e 5400 + 240 Nm elettrici |
| T8 AWD  | B4204T35      | 2018- | 1969             | 4 cilindri in linea con turbocompressore e compressore volumetrico + motore elettrico su asse posteriore | 320 CV a 5700 + 87 CV elettrici | 400 Nm tra 2200 e 5400 + 240 Nm elettrici |